# Thorstein Veblen
Thorstein Bunde Veblen (30 de julho de 1857 – 3 de agosto de 1929) foi um economista e sociólogo estadunidense, filho de imigrantes noruegueses.
Em seu livro mais conhecido, The Theory of the Leisure Class (1899), Veblen cunhou os conceitos de consumo conspícuo e lazer conspícuo. Os historiadores da economia consideram Veblen o pai fundador da escola de economia institucional. Economistas contemporâneos ainda teorizam a distinção de Veblen entre "instituições" e "tecnologia", conhecida como dicotomia vebleniana.
Como um dos principais intelectuais da Era Progressista nos EUA, Veblen atacou a produção com fins lucrativos. Sua ênfase no consumo conspícuo influenciou muito os economistas que se engajaram em críticas não marxistas ao fascismo, capitalismo e determinismo tecnológico.

## Influências de Veblen
O pragmatismo americano desconfiava da noção de absoluto e, em vez disso, reconhecia a noção de livre arbítrio. Em vez da intervenção divina de Deus assumindo o controle dos acontecimentos do universo, o pragmatismo acreditava que as pessoas, usando seu livre arbítrio, moldavam as instituições da sociedade. Veblen também reconheceu isso como um elemento de causas e efeitos, sobre o qual baseou muitas de suas teorias. Essa crença pragmatista foi pertinente para a formação da crítica de Veblen à lei natural e o estabelecimento de sua economia evolutiva, que reconheceu o propósito do homem por toda parte. O ceticismo da Escola Histórica Alemã em relação ao laissez-faire na economia também foi adotada por Veblen.
De 1896 a 1926, ele passou os verões em sua cabana de estudos na Ilha Washington, em Wisconsin. Na ilha aprendeu islandês, o que lhe permitiu escrever artigos aceitos por um jornal islandês e traduzir a saga Laxdæla para o inglês.

## Contribuições para a teoria social

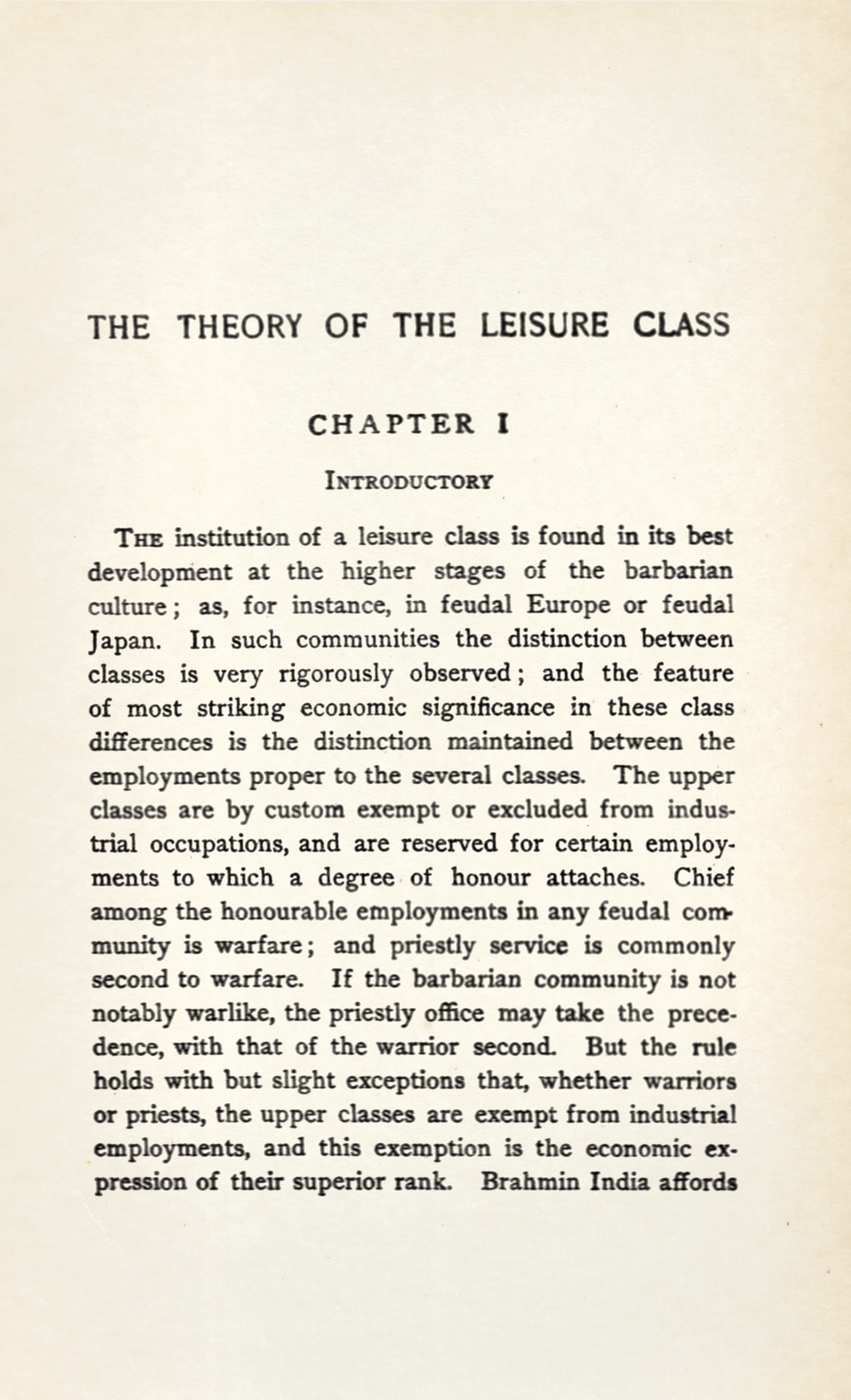
The Theory of the Leisure Class, 1924

### Economia institucional
Thorstein Veblen lançou as bases para a perspectiva da economia institucional com sua crítica à teoria econômica estática tradicional. Por mais que Veblen fosse um economista, ele também era um sociólogo que rejeitava seus contemporâneos que viam a economia como uma entidade autônoma, estável e estática. Veblen discordou de seus colegas, pois acreditava fortemente que a economia estava significativamente embutida em instituições sociais. Em vez de separar a economia das ciências sociais, Veblen via as relações entre a economia e os fenômenos sociais e culturais. De um modo geral, o estudo da economia institucional via as instituições econômicas como o processo mais amplo de desenvolvimento cultural. Embora o institucionalismo econômico nunca tenha se transformado em uma importante escola de pensamento econômico, ele permitiu que os economistas explorassem os problemas econômicos de uma perspectiva que incorporasse os fenômenos sociais e culturais. Também permitiu que os economistas vissem a economia como uma entidade em evolução de lógica limitada.

### Emulação pecuniária
A emulação pecuniária refere-se à tendência dos indivíduos de competir por meio da exibição de símbolos de riqueza e status, em vez de atividades produtivas ou úteis. Coloquialmente conhecido como Keeping Up with the Joneses, isso pode assumir a forma de bens e serviços de luxo ou a adoção de um estilo de vida luxuoso. Em The Theory of the Leisure Class, Veblen argumenta como a emulação está na base da propriedade. O que significa que os indivíduos desejam imitar os outros, especialmente se forem de posição social ou pecuniária mais elevada. Pelo contrário, o indivíduo que consome conspicuamente consome devido ao desejo de posição social. O ato de consumo conspícuo torna-se o símbolo de status, ao invés da pessoa. Essa emulação pecuniária leva os consumidores a gastar mais em exibições de riqueza e símbolos de status, em vez de mercadorias úteis. O ciclo de emulação constante promove o materialismo, rebaixa outras formas de realização e impacta o processo de tomada de decisão do consumidor no mercado.

### Consumo conspícuo
Em sua obra mais famosa, The Theory of the Leisure Class, Veblen escreve criticamente sobre a classe ociosa por seu papel na promoção do consumo perdulário, ou desperdício conspícuo. Neste primeiro trabalho, Veblen cunhou o termo consumo conspícuo, que ele definiu como gastar mais dinheiro em bens do que eles valem.
O termo surgiu durante a Segunda Revolução Industrial, quando uma classe social nova-rica emergiu como resultado da acumulação de riqueza de capital. Ele explica que os membros da classe ociosa, muitas vezes associados aos negócios, são aqueles que também se dedicam ao consumo ostensivo para impressionar o resto da sociedade por meio da manifestação de seu poder social e prestígio, seja real ou percebido. Em outras palavras, o status social, explicou Veblen, é conquistado e exibido por padrões de consumo, e não pelo que o indivíduo ganha financeiramente. Posteriormente, as pessoas de outras classes sociais são influenciadas por esse comportamento e, como argumentou Veblen, se esforçam para imitar a classe ociosa. O que resulta desse comportamento é uma sociedade caracterizada pelo desperdício de tempo e dinheiro. Ao contrário de outras obras sociológicas da época, The Theory of the Leisure Class enfocou o consumo, e não a produção.

### Lazer conspícuo
O lazer conspícuo, ou o uso não produtivo do tempo para exibir status social, é usado por Veblen como o principal indicador da classe de lazer. Ocupar-se de lazer conspícuo é exibir abertamente sua riqueza e status, pois o trabalho produtivo significava a ausência de força pecuniária e era visto como uma marca de fraqueza. À medida que a classe ociosa aumentou sua isenção do trabalho produtivo, essa mesma isenção tornou-se honorífica e a participação real no trabalho produtivo tornou-se um sinal de inferioridade. O lazer conspícuo funcionou muito bem para designar o status social nas áreas rurais, mas a urbanização fez com que o lazer conspícuo não fosse mais um meio suficiente para exibir a força dos benefícios pecuniários. A vida urbana requer exibições mais óbvias de status, riqueza e poder, que é onde o consumo conspícuo se torna proeminente.

### Classe ociosa
Em The Theory of the Leisure Class, Veblen escreve criticamente sobre o consumo conspícuo e sua função no consumismo de classe social e na estratificação social. Refletindo historicamente, ele traça os referidos comportamentos econômicos até o início da divisão do trabalho, ou durante os tempos tribais. Após o início de uma divisão do trabalho, os indivíduos de alto status dentro da comunidade praticavam a caça e a guerra, notavelmente menos trabalho intensivo em mão-de-obra e menos economicamente produtivo. Já os indivíduos de baixo status praticavam atividades reconhecidamente mais produtivas economicamente e mais intensivas em mão-de-obra, como a agricultura e a culinária. Indivíduos de alto status, como explica Veblen, poderiam se dar ao luxo de viver suas vidas sem pressa (daí seu título de classe ociosa), engajando-se na participação econômica simbólica, em vez da participação econômica prática. Esses indivíduos podiam se envolver em lazer conspícuo por longos períodos de tempo, simplesmente seguindo atividades que evocavam um status social mais elevado. Em vez de participar do consumo conspícuo, a classe ociosa viveu vidas de lazer conspícuo como um marcador de alto status. A classe ociosa protegia e reproduzia seu status social e controle dentro da tribo por meio, por exemplo, de sua participação em atividades em tempos de guerra, que embora raramente fossem necessárias, ainda tornavam suas contrapartes de classe social mais baixa dependentes delas. Durante os tempos industriais modernos, Veblen descreveu a classe de lazer como aqueles isentos de trabalho industrial. Em vez disso, explica ele, a classe ociosa participava de esforços intelectuais ou artísticos para mostrar sua liberdade da necessidade econômica de participar do trabalho manual economicamente produtivo. Em essência, não ter que realizar atividades intensivas em mão de obra não marcava um status social mais elevado, mas sim, um status social mais elevado significava que a pessoa não teria que desempenhar tais funções.

#### Avaliação dos ricos
Veblen expandiu a avaliação de Adam Smith sobre os ricos, afirmando que "[a] classe ociosa usava atividades de caridade como uma das referências definitivas do mais alto padrão de vida". Veblen insinua que a maneira de convencer aqueles que têm dinheiro para compartilhar é fazer com que recebam algo em troca. A economia comportamental também revela que recompensas e incentivos são aspectos muito importantes da tomada de decisão diária. Quando os ricos mudam sua mentalidade de se sentirem forçados a dar seu dinheiro suado para sentir orgulho e honra de doar para organizações de caridade, há benefícios para todas as partes envolvidas. EmThe Theory of the Leisure Class (1899), Veblen referiu-se a comunidades sem uma classe de lazer como "comunidades não predatórias" e afirmou que "[a] acumulação de riqueza na extremidade superior da escala pecuniária implica privação na parte inferior fim da escala." Veblen acreditava que a desigualdade era natural e que dava às donas de casa algo em que concentrar sua energia. Os membros da classe de lazer planejando eventos e festas não ajudaram ninguém a longo prazo, de acordo com Veblen.

### Teoria da empresa
O problema central para Veblen era o atrito entre "negócios" e "indústria".
Veblen identificou os negócios como os proprietários e líderes cujo objetivo principal eram os lucros de suas empresas, mas que, em um esforço para manter os lucros altos, muitas vezes faziam esforços para limitar a produção. Ao obstruir o funcionamento do sistema industrial dessa forma, os "negócios" afetaram negativamente a sociedade como um todo (através de taxas de desemprego mais altas, por exemplo). Dito isso, Veblen identificou os líderes empresariais como a fonte de muitos problemas na sociedade, que ele achava que deveriam ser liderados por pessoas como engenheiros, que entendessem o sistema industrial e sua operação, ao mesmo tempo em que tivessem interesse no bem-estar geral da sociedade em grande.

### Incapacidade treinada
Na sociologia, a incapacidade treinada é "aquele estado de coisas em que as habilidades de alguém funcionam como inadequações ou pontos cegos". Isso significa que as experiências passadas das pessoas podem levar a decisões erradas quando as circunstâncias mudam.
Veblen cunhou esta frase em 1914, em sua obra The Instinct of Workmanship and the Industrial Arts. O ensaísta Kenneth Burke expandiu a teoria da incapacidade treinada mais tarde, primeiro em seu livro Permanence and Change (1935) e novamente em dois trabalhos posteriores.